# Tomohiro Yamanoi
Tomohiro Yamanoi (Japón, 4 de junio de 1977) es un nadador  retirado especializado en pruebas de estilo libre corta distancia, donde consiguió ser medallista de bronce mundial en 2001 en los 50 metros estilo libre.

## Carrera deportiva
En el Campeonato Mundial de Natación de 2001 celebrado en Fukuoka ganó la medalla de bronce en los 50 metros estilo libre, con un tiempo de 22.18 segundos, tras el estadounidense Anthony Ervin (oro con 22.09 segundos) y el neerlandés Pieter van den Hoogenband (plata con 22.16 segundos).